# Número de voo

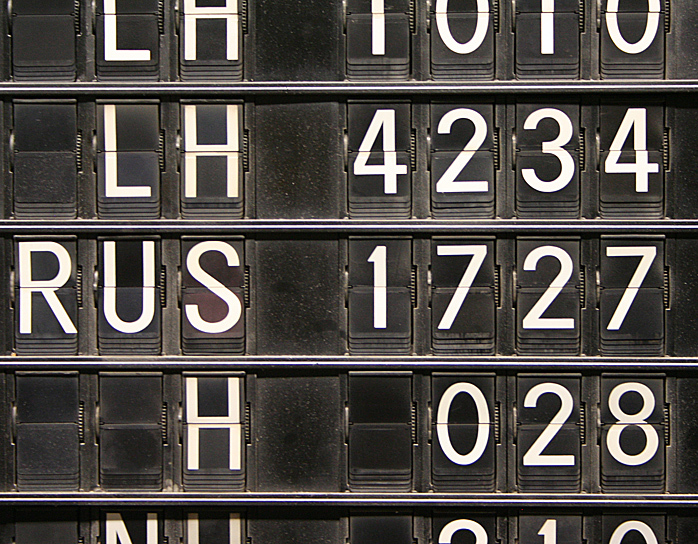
Números de voo em painel exibido no Aeroporto de Frankfurt

Na indústria da aviação, um número de voo, ou designador de voo, é um código que identifica um serviço de empresa aérea, constituído de um identificador desta empresa composto por dois caracteres, e de um número, que pode ter entre 1 a 4 dígitos. Por exemplo, QF9 é o designador de serviço para o voo da Qantas Airways que parte de Perth, Austrália com destino ao aeroporto de Heathrow, em Londres. O serviço designado é chamado de direto se for coberto por um único número de voo, independentemente do número de escalas, ou de mudanças de aeronave realizadas. Por exemplo, QF1 designa um voo que parte de Sydney, com uma escala em Singapura e, finalmente, tem como destino final Londres, na Qantas Airways. Um determinado segmento pode ter diversos números de voo em diferentes companhias aéreas, sob um acordo de compartilhamento de código. A rigor, o número de voo é apenas a parte numérica, mas é comumente como o designador completo de um voo.
O designador de voo da empresa aérea que opera um voo comercial é utilizado como indicativo de chamada. No entanto, trata-se de uma informação diferente do número de matrícula da aeronave, que é utilizado para identificar uma aeronave em particular.